# Maleisische ringgit
De ringgit (MYR, afkorting RM) is de officiële Maleisische munteenheid, verdeeld in 100 sen. De Maleizen noemen de munt evenwel regelmatig Maleisische dollar. In Maleisië zelf worden ook de Singaporese dollar en de Bruneise dollar ringgit genoemd.
Sinds de Aziatische economische crisis in 1997 was de waarde van de ringgit aan die van de dollar gekoppeld, zodat een dollar steeds gelijk was aan RM3,80 (RM1 = $0,26). In juli 2005 maakte de Bank Negara Malaysia echter bekend dat de munt zich niet langer enkel richt tot de dollar, maar tot een combinatie van munteenheden. De ringgit mag voortaan binnen een vastgelegd minimum en maximum variëren.
Hoewel het biljet van RM1 vervangen was door een munt met ingang van 1 januari 2003, kwam er bij het herontwerp Wasawan 2020, dat tussen februari 1996 en 1999 werd ingevoerd, opnieuw een RM1-biljet. Bij die hervorming werden ook de biljetten van RM500 en RM1000 uit roulatie genomen. Er zijn nu biljetten van 1, 2, 5, 10, 50 en 100 ringgit en munten van 1, 2, 5, 10, 20, 50 sen en 1 ringgit. Ook is er een speciaal biljet van 50 ringgit ter ere van de Gemenebestspelen in Kuala Lumpur in 1998.
Ieder biljet heeft een gemeenschappelijke kant met de denominatie en een afbeelding van Tuanku Abdul Rahman. De andere kant toont een specifiek Maleisisch beeld, vaak een technisch hoogstandje. Op het RM5-biljet zijn bijvoorbeeld de Petronas Twin Towers te zien. Uitzondering op die reeks in biljet van 1 ringgit, dat de Kinabalu toont. Andere afbeeldingen zijn de Menara Kuala Lumpur-torens en de MEASAT-satelliet op het RM2-biljet (niet op de afbeelding), een Putra LRT-trein, een vliegtuig van Malaysia Airlines en een MISC-schip op het RM10-biljet, een productieplatform op het RM50-biljet en een autoproductiebedrijf op het RM100-biljet (ook niet op de afbeelding).